# Ahmadiyya Badawiyya
La ṭarīqa Aḥmadiyya Badawiyya (in arabo الطريقة الأحمدية ﺍﻟﺒﺪﻭﻳـة‎?) è una confraternita sufi islamica sunnita, ampiamente diffusa in Egitto, ma presente anche in Hijaz, Siria, Turchia, Tripolitania e Tunisia.
Fu fondata verso la fine del XII secolo in Egitto dallo sceicco Ahmad al-Badawi (1199-1276), inizialmente affiliato alla Rifāʿiyya, probabilmente radunando altri seguaci di quella ṭarīqa, sorta nella Mesopotamia meridionale (nella marcite del sud,  chiamate "Baṭāʾiḥ") in seguito all'insegnamento dello sceicco sciafeita Aḥmad b. ʿAlī al-Rifāʿī). La Aḥmadiyya divenne in breve tempo ampiamente popolare durante il periodo mamelucco e di dominazione ottomana. I Sultani mamelucchi spesso consentivano e sovvenzionavano il mawlid di Aḥmad al-Badawī (o Sayyid Badawī) nella città di Ṭanṭa nel delta del Nilo.
In periodo ottomano, l'ordine mistico si diffuse in tutto l'Impero e sorsero quindi numerose tekke o zāwiya a Istanbul, molte delle quali sopravvissute fino alla fondazione del moderno Stato turco repubblicano.
Il mawlid di Sayyid Badawī è celebrato annualmente in Egitto, e la popolazione di Ṭanṭa, in tale occasione, quasi raddoppia. Numerose tende sono in tale occasione erette nelle strade circostanti la Moschea di Sayyid Badawī, in cui sono recitate letture del Corano e sono svolti sermoni da parte di importanti studiosi della Moschea cairota di al-Azhar.
La ṭarīqa, al contrario di molte altre confraternite, non ha mai intenzionalmente prodotto alcune letterato o teologo, sottolineando con ciò la sua natura strettamente popolare.